# Belagerung von Jerusalem (637)
Frühe Schlachten
Mu'ta – Tabūk – Dathin – Firaz
Arabische Eroberung der Levante
Qartin – Bosra – Adschnadain – Mardsch ar-Rahit – Fahl – Damaskus – Mardsch ad-Dibadsch – Emesa – Jarmuk – Jerusalem – Hazir – Aleppo
Arabische Eroberung Ägyptens 
Heliopolis – Alexandria – Nikiou
Umayyadische Eroberung Nordafrikas
Sufetula – Vescera – Karthago
Umayyadidische Invasion Anatoliens
 und Konstantinopels
Eiserne Brücke – Germanikeia – 1. Konstantinopel – Sebastopolis – Tyana – 2. Konstantinopel – Nikäa – Akroinon
Arabisch-byzantinischer Grenzkrieg
Kamacha – Kopidnadon – Krasos – Anzen und Amorion – Mauropotamos – Lalakaon – Bathys Ryax
Sizilien und Süditalien
1. Syrakus – 2. Syrakus – Feldzüge des Maniakes
Byzantinischer Gegenschlag
Marasch – Raban – Andrassos – Feldzüge des Nikephoros Phokas – Feldzüge des Johannes Tzimiskes – Orontes – Feldzüge Basileios’ II. – Azaz
Seeoperationen
Phoinix – Muslimische Eroberung Kretas – Thasos – Damiette – Thessalonike – Byzantinische Rückeroberung Kretas
Die Belagerung von Jerusalem war Teil eines 637 stattfindenden Konflikts um das oströmische Jerusalem. Er begann, als eine Armee des syrischen Kalifats (Raschidun-Armee) unter dem Kommando des Abu Ubaidah Jerusalem im November 636 zu belagern begann. Nach sechs Monaten übergab der Patriarch Sophronius die Stadt freiwillig unter der Bedingung, sie nur dem Kalifen persönlich zu übergeben. Im April 637 reiste Kalif Umar nach Jerusalem, um die Unterwerfung der Stadt anzunehmen.
Die muslimische Eroberung der Stadt festigte die sarazenische Kontrolle über Palästina, die bis zum Ersten Kreuzzug im späten 11. Jahrhundert Bestand haben sollte. Die Stadt wurde bald ebenso zur heiligen Stätte des Islam, wie sie es bereits für das Christentum und Judentum war.
Im Jahr 613 hatte die Sassanidische Eroberung Palästinas mit Unterstützung der jüdischen und samaritanischen Bevölkerung auch zur Einnahme Jerusalems durch die Sassaniden 614 geführt. Nach Autonomieversprechungen an die Juden und deren Ansiedlung in Jerusalem, wurden diese 617/618 wieder aus Jerusalem verbannt. Nach dem Rückzug der Perser kam es 630 wahrscheinlich sogar zu einem Massaker an den Juden durch die Oströmer.
Im Jahr 613 hatte der jüdische Aufstand gegen das Oströmische Reich in der Eroberung Jerusalems durch das Sassanidenreich im Jahr 614 gegipfelt, worauf die Juden zeitweise einen hohen Grad an Autonomie erhalten hatten. Nach dem Rückzug der Perser war es 630 zum Massaker an den Juden durch die Oströmer gekommen. 15 Jahre jüdischer Autonomie waren beendet gewesen.
Nach der muslimischen Eroberung Jerusalems wurde den Juden wieder ein höheres Maß an Selbstbestimmung zugestanden, nur 8 Jahre nach dem christlichen Massaker und 500 Jahre nach ihrer Vertreibung aus Judäa durch das Römische Reich. Dies gab auch den Anstoß zum Vertrag von Umar von 637, der die Rechte und Pflichten der Christen und Juden unter islamischer Herrschaft beschreibt und ihnen den Status als Dhimmis zuweist.

## Vorgeschichte
Jerusalem war eine wichtige Stadt in der oströmischen Provinz Palestina Prima. 614 fiel die Stadt an eine sassanidische Armee unter General Schahrbaraz. Die Perser plünderten die Stadt und massakrierten angeblich 90.000 christliche Einwohner. Während der Plünderungen wurde die Grabeskirche und das Wahre Kreuz Christi nach Ktesiphon gebracht. Später wurde das Kreuz an Herakleios zurückgegeben, nachdem er die Sassaniden 628 entscheidend geschlagen hatte.
Nach dem Tod Mohammeds im Jahr 632 ging die Führung der Muslime an Abu Bakr über, der eingangs in den Ridda-Kriegen seine Herrschaft behaupten musste. Nachdem seine Herrschaft über Arabien wiederhergestellt war, begann er einen Eroberungskrieg zur Eroberung des Irak, damals Teil des Sassanidenreiches; während seine Armeen gleichzeitig im Westen das Oströmische Reich angriffen.
Im Jahr 634 starb Abu Bakr. Ihm folgte Umar, der die Feldzüge seiner Vorgänger fortsetzte. Im Mai 636 startete Kaiser Herakleios einen großen Gegenschlag zur Wiedergewinnung der verlorenen Provinzen, doch seine Truppen wurden in der Schlacht am Jarmuk im August 636 geschlagen. Darauf hielt Abu Ubaida, der Oberbefehlshaber der muslimischen Armee in Syria, im Oktober 636 einen Kriegsrat ab um das weitere Vorgehen zu planen. Zur Debatte stand entweder die Eroberung der Küstenstadt Caesarea oder die Jerusalems. Abu Ubaida war sich der Bedeutung beider Städte bewusst, die sich bislang allen muslimischen Eroberungsversuchen erfolgreich widersetzt hatten. Unfähig, eine Entscheidung zu treffen, schrieb er an Kalif Umar. In seiner Antwort befahl der Kalif die Eroberung Jerusalems. Daher marschierte Abu Ubaida von Dschabiya aus nach Süden, Chālid ibn al-Walīd und seine Mobile Leibwache führten den Zug. Die Muslime erreichten Jerusalem im November, worauf sich die oströmische Garnison in die befestigte Oberstadt zurückzog.

## Belagerung
Jerusalem war nach der Rückeroberung durch Herakleios von den Oströmern gut befestigt worden. Nach der Niederlage am Jarmuk hatte der Patriarch von Jerusalem Sophronius die Verteidigungsanlagen in Stand setzen lassen. Die Muslime hatten bisher noch keine ernsthafte Belagerung der Stadt gewagt. Dennoch konnten sarazenische Truppen ab 634 alle Wege zur Stadt abschneiden. Obwohl sie noch nicht völlig eingeschlossen war, befand sich Jerusalem seit der Eroberung der benachbarten Städte Pella und Bosra in einem permanenten Belagerungszustand. Nach der Schlacht von Jarmuk war die Stadt außerdem vom restlichen Syrien abgetrennt und bereitete sich auf die unausweichliche Belagerung vor.
Als die Muslime Jericho erreichten, sammelte Sophronius heimlich alle wichtigen Reliquien wie das Heilige Kreuz in Küstennähe, damit sie im Notfall nach Konstantinopel geschifft werden könnten.
Die Belagerung der Stadt begann Mitte November 636. Anstatt die Wälle pausenlos zu attackieren, entschieden die Muslime die Belagerung aufrechtzuerhalten, bis den Oströmern die Nahrungsmittel ausgehen und sie einer freiwilligen Übergabe zustimmen würden.
Obwohl genaue Darstellungen der Belagerung nicht erhalten sind, scheint sie unblutig abgelaufen zu sein. Die oströmische Garnison konnte keine Hilfe vom geschlagenen Herakleios erwarten. Nach vier Monaten Belagerung bot Sophronius die Kapitulation der Stadt und das Leisten einer Dschizya (Tribut) an, unter der Bedingung, dass der Kalif nach Jerusalem käme, um die Unterwerfung entgegenzunehmen. Der Legende nach soll einer der muslimischen Kommandeure, Scharhabil ibn Hassana, nach Bekanntwerden der Bedingungen des Patriarchen vorgeschlagen haben, anstatt auf die Ankunft des Kalifen aus Medina zu warten, sich Chalid ibn Walid als Kalif ausgeben sollte, da er Umar in der Erscheinung glich. Die Täuschung funktionierte nicht. Vielleicht war Chalid in Syrien bereits zu bekannt oder Einwohner von Jerusalem hatten ihn bereits zuvor in seiner eigentlichen Gestalt getroffen. Der Patriarch von Jerusalem verweigerte also weitere Verhandlungen. Als Chalid vom Scheitern seiner Mission berichtete, schrieb Abu Ubaidah dem Kalifen von der Lage und bat ihn, zur Annahme der Kapitulation nach Jerusalem zu kommen.

## Kapitulation

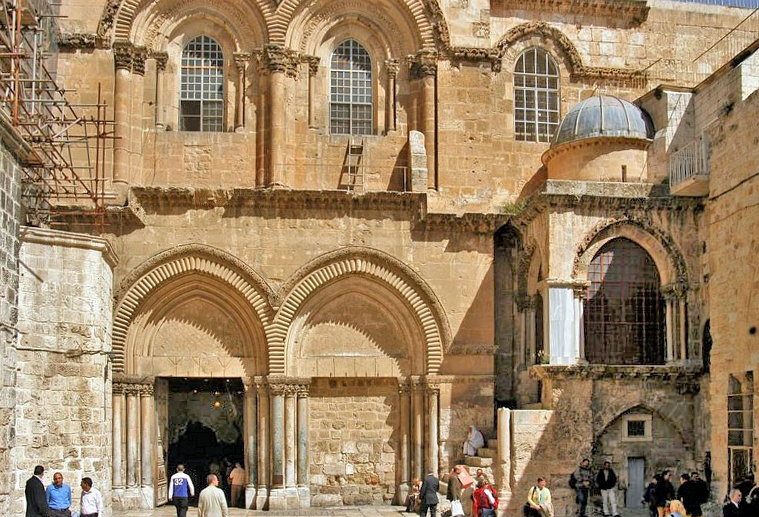
Heutige Grabeskirche

Im April 637 erreichte Umar Palästina und begab sich zuerst nach Dschabiya, wo ihn Abu Ubaida, Chalid und Yazid empfingen. Amr war als Befehlshaber der belagernden Armee zurückgelassen worden.
Nach Umars Ankunft in Jerusalem wurde ein Pakt, bekannt als Umariyya-Vertrag geschrieben. In diesem wurde die Kapitulation der Stadt im Gegenzug für religiöse Freiheit für die Christen bei Leisten der Dschizya festgeschrieben. Er wurde von Kalif Umar stellvertretend für die Muslime unterzeichnet. Im späten April 637 wurde Jerusalem offiziell an den Kalifen übergeben.
In den islamischen Quellen wurde überliefert, dass zum Zeitpunkt des Zuhrgebetes Sophronius Umar zum Beten in der wiederaufgebauten Grabeskirche einlud. Umar lehnte ab, weil er fürchtete, dass ein Annehmen den Rechtsstatus des Gebäudes als Kirche gefährden würde und Muslime es in eine Moschee verwandeln würden. Nachdem er sich zehn Tage in Jerusalem aufgehalten hatte, kehrte der Kalif nach Medina zurück.

## Folgen

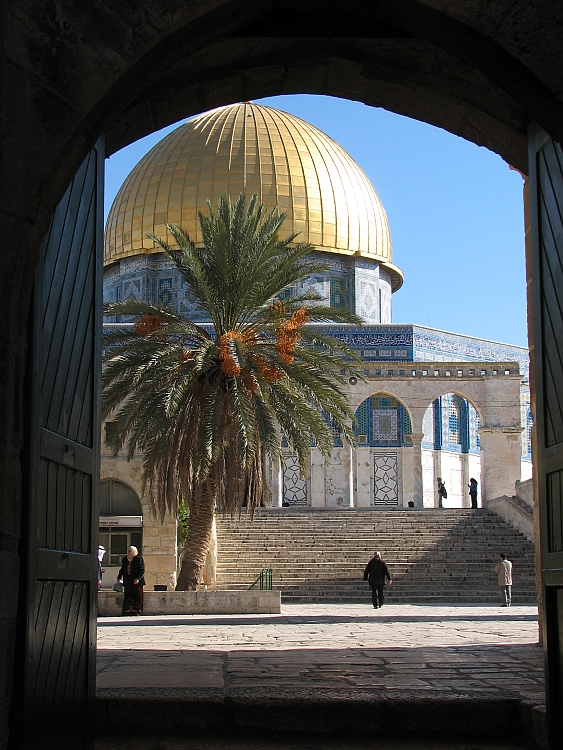
Der Felsendom, 691 errichtet vom Umayyaden-Kalifen Abd al-Malik.

Den Anweisungen des Kalifen folgend, belagerte Yazid als Nächstes Caesarea. Amr und Scharhabil eilten, die Eroberung Palästinas abzuschließen, was ihnen bis zum Ende des Jahres gelang. Caesarea allerdings hielt bis 640 aus, bis sich die Garnison Muʿāwiya I., dem Gouverneur von Syrien, ergab. Mit einer Armee von 17.000 Mann brachen Abu Ubaidah und Chalid nach Norden auf, um ganz Syrien zu erobern. Die Eroberung endete mit der Eroberung Antiochias 637. Im Jahr 639 fielen die Muslime in Ägypten ein.
Während seines Aufenthalts in Jerusalem wurde Umar von Sophronius zu mehreren heiligen Orten geführt, wie z. B. dem Tempelberg. Die öde Fläche sehend, auf der der Tempel einst gestanden hatte, befahl Umar die Reinigung der Stätte von Geröll und Buschwerk und ließ dann eine hölzerne Moschee an der Stelle errichten. Der früheste Bericht über ein solches Bauwerk stammt vom gallischen Bischof Arculf, der Jerusalem zwischen 679 und 682 besuchte. Er beschreibt ein primitives Bethaus, das bis zu 3000 Gläubige aufnehmen konnte und aus Holzstämmen über älteren Ruinen errichtet worden sei.
Mehr als ein halbes Jahrhundert nach der Eroberung Jerusalems befahl der Umayyadenkalif Abd al-Malik den Bau des Felsendoms auf einer Felsspitze auf dem Tempelberg. Der Geschichtsschreiber al-Muqaddasi schrieb, Abd al-Malik habe den Schrein errichtet, um mit der Pracht der christlichen Kirchen konkurrieren zu können. Der Bau der Moschee stärkte die Bindung Jerusalems an den muslimischen Glauben.
In den nächsten 400 Jahren verminderte sich die Bedeutung Jerusalems durch die anhaltenden Kleinkriege der Sarazenen in der Region. Die Stadt blieb unter muslimischer Kontrolle, bis sie 1099 im Verlauf des Ersten Kreuzzugs von Kreuzfahrern erobert wurde.